# Jastrzębie-Zdrój
Jastrzębie Zdrój [jasˈtʂɛmbjɛ ˈzdruj] ⓘ là một thành phố ở phía nam Ba Lan với dân số 94.072 người (năm 2007). Tên gọi có nguồn gốc từ tiếng Ba Lan jastrząb ("diều hâu") và zdrój ("suối nước nóng" hay "suối"). Cho đến thế kỷ 20, đây vẫn là một làng nghỉ dưỡng tắm suối nước nóng ở Thượng Silesia. Làng thành thị xã vào năm 1963. Jastrzębie Zdrój hiện nay thuộc tỉnh Silesia (từ năm 1999), trước đó thuộc tỉnh Katowice (1975–1998). Đầu thập niên 1980, thị xã này đã là một trong những trung tâm chính của các cuộc phản đối của công nhân dẫn đến việc thành lập Công đoàn Đoàn kết (xem: các cuộc biểu tình Jastrzebie-Zdroj năm 1980).

## Kết nghĩa
Jastrzębie-Zdrój kết nghĩa với:
- Havířov
- Ibbenbüren
- Karviná
- Tourcoing